# Hakea flabellifolia
Hakea flabellifolia är en tvåhjärtbladig växtart som beskrevs av Meissn.. Hakea flabellifolia ingår i släktet Hakea och familjen Proteaceae. Inga underarter finns listade i Catalogue of Life.